# Olaf Zinke
Olaf Zinke (* 9. října 1966 Bad Muskau) je bývalý východoněmecký a německý rychlobruslař.
V roce 1986 debutoval v jednom závodě Světového poháru, ovšem velkých mezinárodních akcí se začal účastnit až v roce 1989, kdy startoval na Mistrovství Evropy (17. místo). Na Mistrovství světa ve sprintu 1990 se umístil na desáté příčce. Největšího úspěchu své kariéry dosáhl na Zimních olympijských hrách 1992, kde vyhrál závod na 1000 m (další výsledky: 500 m – 25. místo, 1500 m – 6. místo). Na zimní olympiádě 1994 startoval pouze na trati 1500 m, na které dobruslil ve třináctém nejrychlejším čase. Po sezóně 1993/1994 ukončil sportovní kariéru.